# Lumbrineris aniara
Lumbrineris aniara är en ringmaskart som först beskrevs av Fauchald 1974.  Lumbrineris aniara ingår i släktet Lumbrineris och familjen Lumbrineridae. Arten är reproducerande i Sverige. Inga underarter finns listade i Catalogue of Life.